# Syracuse (Nebraska)
Syracuse es una ciudad ubicada en el condado de Otoe en el estado estadounidense de Nebraska. En el Censo de 2010 tenía una población de 1942 habitantes y una densidad poblacional de 590,87 personas por km².

## Geografía
Syracuse se encuentra ubicada en las coordenadas 40°39′49″N 96°10′58″O / 40.66361, -96.18278. Según la Oficina del Censo de los Estados Unidos, Syracuse tiene una superficie total de 3.29 km², de la cual 3.29 km² corresponden a tierra firme y (0%) 0 km² es agua.

## Demografía
Según el censo de 2010, había 1942 personas residiendo en Syracuse. La densidad de población era de 590,87 hab./km². De los 1942 habitantes, Syracuse estaba compuesto por el 98.25% blancos, el 0.46% eran afroamericanos, el 0.21% eran amerindios, el 0.15% eran asiáticos, el 0% eran isleños del Pacífico, el 0.15% eran de otras razas y el 0.77% pertenecían a dos o más razas. Del total de la población el 0.93% eran hispanos o latinos de cualquier raza.